# Phare de Great Inagua
Le phare de Great Inagua est un phare actif situé sur la grande île (Great Inagua), du district des îles d'Inagua, aux Bahamas. Il est géré par le Bahamas Port Department 

## Histoire
Ce phare, mis en service en 1870, est situé sur le sud-ouest de l'île, au sud de la ville de Matthew Town. Ce phare est toujours entretenu par deux gardiens vivant à proximité.

## Description
Ce phare est une tour circulaire en maçonnerie, avec une galerie et une lanterne de 34 m de haut. La tour est totalement blanche. Il émet, à une hauteur focale de 37 m, deux éclats blancs de 0,4 seconde par période de 10 secondes. Sa portée est de 22 milles nautiques (environ 41 km).
Identifiant : ARLHS : BAH-007 - Amirauté : J4804 - NGA : 110-12360 .

## Caractéristique dufeu maritime
Fréquence : 10 secondes (W-W)
- Lumière : 0,4 seconde
- Obscurité : 0,9 seconde
- Lumière : 0,4 seconde
- Obscurité : 8,3 secondes

### Lien connexe
- Liste des phares des Bahamas